# Allmänheten
Allmänheten avser vanliga människor, folket, publiken.